# Акваси Африфа
Акваси Аманква Африфа (енгл. Akwasi Amankwaa Afrifa; Мампонг, 24. април 1936 — Акра, 26. јун 1979) био је генерал-потпуковник и гански политичар. Био је државни поглавар Гане од 2. априла 1969. године до 3. априла 1970. године.

## Биографија
Рођен је у месту Мампонг, на западу Гане. Основну школу завршио је у родном месту, а средњу је похађао у централној регији Гане. Године 1957, у 21. години, пријавио се у ганску војску. А похађао је војне школе у земљи и иностранству. Добио је чин другог поручника и учествовао у операцији снага УН-а, посланих у Демократску Републику Конго.
Касније је напредовао у хијерархији, поставши мајор. Током службе у једном месту, постао је пријатељ потпуковнику Емануелу Кваси Котоки. Управо тај Котока био је вођа пуча извршеног 24. фебруара 1966. године, којим је с власти срушен демократски изабран председник Кваме Нкрума. Након пуча као државни, поглавар именован је генерал-мајор Џозеф Артур Анкра, који је одступио након корупционашке афере, а гласине су га оптуживале да је подмићивао проводиоце анкете, које би показале његову предност пред осталим кандидатима на председничким изборима.
Африфа је заменио Анкраа као председник. Од мајора је у три године постао генерал-потпуковник. На власти се није дуго задржао, а свргнуо га је пуковник Игнацијус Куту Ачампонг, који ће заједно с њим бити погубљен, када 1979. године на власт буде дошао Џери Ролингс. Африфа је био војник, али је након рушења с власти био фармер у родном месту. Био је ожењен Кристином, с којом је имао седмеро деце.
Погубљен је крајем јуна 1979. године у 43. години. Године 2001, поднесен је захтев удовица погубљених официра да се тела врате породицама, што је председник Џон Куфуор и учинио ради националног помирења.